# Taiwan Open 2018
Taiwan Open 2018 byl tenisový turnaj pořádaný jako součást ženského okruhu WTA Tour, který se hrál na krytých dvorcích s tvrdým povrchem PlayIT v aréně Taipei Heping Basketball Gymnasium. Probíhal mezi 27. lednem až 4. únorem 2018 v tchajwanském Tchaj-peji jako třetí ročník události.
Turnaj s rozpočtem 250 000 dolarů patřil do kategorie WTA International Tournaments. Nejvýše nasazenou hráčkou ve dvouhře se stala dvacátá sedmá tenistka světa Pcheng Šuaj z Čínské lidové republiky. Jako poslední přímá účastnice do dvouhry nastoupila japonská 129. hráčka žebříčku Miju Katová.
Třetí singlovou kariérní trofej na okruhu WTA Tour vybojovala 24letá Maďarka Tímea Babosová. První společnou trofej ze čtyřhry získaly členky čínské dvojice Tuan Jing-jing a Wang Ja-fan.

## Distribuce bodů a finančních odměn

### Distribuce bodů
| Soutěž  | vítězky | finalistky | semifinalistky | čtvrtfinalistky | 16 v kole | 32 v kole | Q  | Q2 | Q1 |
| ------- | ------- | ---------- | -------------- | --------------- | --------- | --------- | -- | -- | -- |
| dvouhra | 280     | 180        | 110            | 60              | 30        | 1         | 18 | 12 | 1  |
| čtyřhra | 280     | 180        | 110            | 60              | 1         | —         | —  | —  | —  |

### Finanční odměny
| dvouhra                               | $43 000 | $21 400 | $11 500 | $6 175 | $3 400 | $2 100 | $1 020 | $600 |
| čtyřhra                               | $12 300 | $6 400  | $3 435  | $1 820 | $960   | —      | —      | —    |
| částky ve čtyřhře jsou uváděny na pár |         |         |         |        |        |        |        |      |

## Ženská dvouhra

### Nasazení
| Stát                           | Hráčka                | WTA | Nasazení |
| ------------------------------ | --------------------- | --- | -------- |
| Čína                           | Pcheng Šuaj           | 27. | 1.       |
| Čína                           | Čang Šuaj             | 34. | 2.       |
| Austrálie                      | Samantha Stosurová    | 41. | 3.       |
| Maďarsko                       | Tímea Babosová        | 51. | 4.       |
| Kazachstán                     | Julia Putincevová     | 54  | 5        |
| Kazachstán                     | Zarina Dijasová       | 60. | 6.       |
| Polsko                         | Magda Linetteová      | 74. | 7.       |
| Francie                        | Pauline Parmentierová | 82. | 8.       |
| Žebříček WTA ke 15. lednu 2018 |                       |     |          |

### Jiné formy účasti
Následující hráčky obdržely divokou kartu do hlavní soutěže:
- Eugenie Bouchardová
- Čang Kchaj-čen
- Lee Ya-hsuan

Následující hráčky využily k účasti v hlavní soutěži žebříčkovou ochranu:
- Sabine Lisická
- Wang Ja-fan

Následující hráčky postoupily do hlavní soutěže z kvalifikace:
- Anna Blinkovová
- Lizette Cabrerová
- Chan Sin-jün
- Dalila Jakupovićová
- Džunri Namigatová
- Čang Jü-süan

Následující hráčka postoupila jako tzv. šťastná poražená:
- Lu Ťing-ťing

### Odhlášení
před zahájením turnaje
- Belinda Bencicová → nahradila ji  Kurumi Naraová
- Margarita Gasparjanová → nahradila ji  Wang Ja-fan
- Darja Gavrilovová → nahradila ji  Ču Lin
- Elina Svitolinová → nahradila ji  Lu Ťing-ťing
- Lesja Curenková → nahradila ji  Ana Bogdanová
- Alison Van Uytvancková → nahradila ji  Risa Ozakiová

v průběhu turnaje
- Ajla Tomljanovićová (viróza)[1]

### Skrečování
- Ču Lin (poranění zad)[1]
- Ons Džabúrová (poranění levého stehna)[1]

## Ženská čtyřhra

### Nasazení
| Stát                                                                      | Hráčka              | Stát             | Hráčka            | WTA  | Nasazení |
| ------------------------------------------------------------------------- | ------------------- | ---------------- | ----------------- | ---- | -------- |
| Maďarsko                                                                  | Tímea Babosová      | Čínská Tchaj-pej | Čan Chao-čching   | 24.  | 1.       |
| Japonsko                                                                  | Miju Katová         | Japonsko         | Makoto Ninomijová | 79.  | 2.       |
| Ukrajina                                                                  | Ljudmyla Kičenoková | Ukrajina         | Nadija Kičenoková | 96.  | 3.       |
| Austrálie                                                                 | Monique Adamczaková | Austrálie        | Storm Sandersová  | 121. | 4.       |
| Žebříček WTA k 15. lednu 2018; číslo je součtem umístění obou členek páru |                     |                  |                   |      |          |

### Jiné formy účasti
Následující páry získaly do soutěže divokou kartu:
- Čan Ťin-wej /  Liang En-šuo
- Hsu Ching-wen /  Lee Ya-hsuan

## Přehled finále

### Ženská dvouhra
- Tímea Babosová vs.  Kateryna Kozlovová, 7–5, 6–1

### Ženská čtyřhra
- Tuan Jing-jing /  Wang Ja-fan vs.  Nao Hibinová /  Oxana Kalašnikovová, 7–6(7–4), 7–6(7–5)